# Tamboreamento

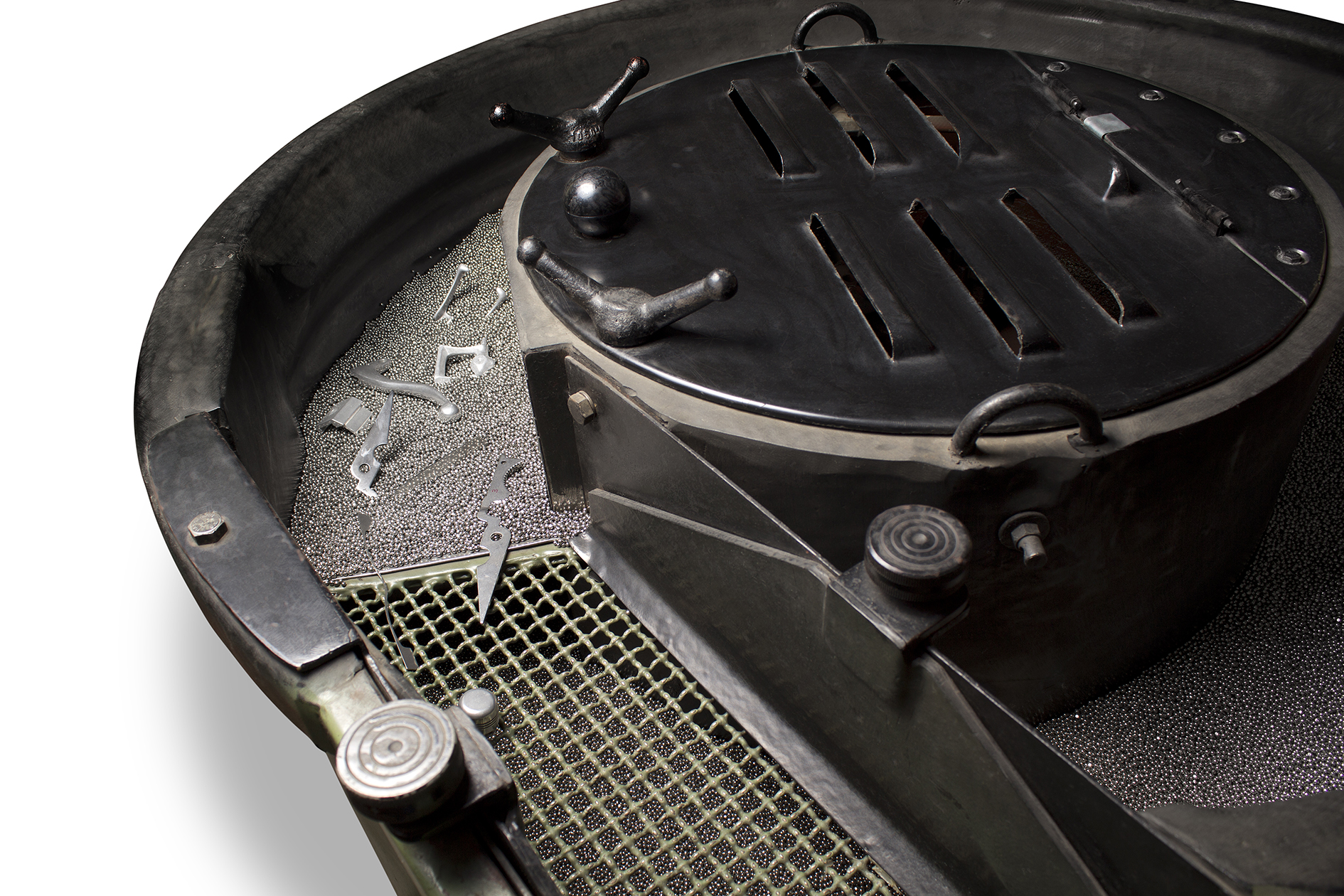
Máquina vibratória redonda realizando acabamento polido em peça de metal

Tamboreamento ou Vibroacabamento, é um processo de tratamento e finalização de superfícies de peças produzidas em série.

## Objetivo
Tamborear uma peça é a ação de colocá-la em uma máquina vibratória ou em um tambor rotativo, previamente preenchidos com diversos chips, que são mídias de diferentes materiais e formatos que, através do friccionamento deles com a peça, atingem-se diversos objetivos, entre eles:
- Polimento
- Rebarbação
- Arredondamento de cantos
- Nivelamento de superfície
- Limpeza
- Secagem

Junto com as peças e os chips, são incluídos elementos de suporte, que são produtos químicos e água.
O tamboreamento é um processo criado com o intuito de reduzir o tempo de acabamento e aumentar a padronização das peças. Ele é uma opção ao acabamento manual, realizado com ferramentas ou máquinas politrizes. O tamboreamento também tem a vantagem de melhorar a resistência ao desgaste e vida útil das peças.

## Mídias de Tamboreamento
As mídias de tamboreamento, ou chips, são os insumos utilizados para se atingir os acabamentos desejados nas peças. Pode-se dividir esses insumos em dois tipos:
1-Abrasivos: São chips fabricados em cerâmica ou resina plástica (uréica ou poliéster), com pequenos grãos abrasivos de diferentes materiais e malhas. Os chips fabricados em cerâmica com abrasivos de óxido de alumínio são normalmente indicados para rebarbação e limpeza de peças de materiais duros. Já os chips plásticos com abrasivos de quartzo são indicados para rebarbação e limpeza de materiais moles, como zamack e alumínio. Os formatos mais comuns são:
a. Triângulos b. Cones c. Pirâmides d. Cilindros
2- Não abrasivos: São chips fabricados em aço inox, cerâmica ou materiais naturais, como sabugo de milho e casca de noz. Eles não possuem grãos abrasivos na sua composição e agem através da compressão na superfície das peças, realizando polimento, arredondamento de cantos e nivelamento de superfície de materiais diversos. Os formatos mais utilizados são:
a. Esferas b. Satélites c. Palitos d. Elipses e. Triângulos

## Equipamentos de Tamboreamento
Os equipamentos utilizados no tamboreamento evoluíram junto com a indústria e abaixo estão os modelos mais utilizados:
- Tambores rotativos: são tambores com revestimento interno e normalmente no formato oitavado. O acabamento se dá no movimento das peças em contato com os chips. Devido ao movimento circular, o impacto na queda dos materiais pode causar algum tipo de deformação em peças mais sensíveis.
- Máquinas Vibratórias: são máquinas que utilizam a força vibratória produzida por motores elétricos com pesos excêntricos. As primeiras máquinas desse tipo possuem formato em U, sendo que as peças executam um movimento circular, passando por baixo das mídias e retornando a superfície. Modelos mais novos são fabricados em formato circular, sendo que as peças executam movimentos helicoidais, aumentando a área de contato das peças com os chips e com isso reduzindo o tempo de tamboreamento.
- Máquinas centrífugas: esse tipo de máquina permite o uso de chips muito pequenos e portanto consegue realizar o tamboreamento em peças críticas como joias e agulhas.